# نتراج
نتراج (بالسنسكريتية: नटराज)‏ المعروف أيضًا باسم أدلفلان (بالتاميلية: ஆடல்வல்லான்)‏ هو تمثيل للإله الهندوسي شيفا باعتباره الراقص الكوني الإلهي. رقصته تسمى تاندافا.

## روابط خارجية
- Śiva's Dance: Iconography and Dance Practice in South and Southeast Asia, Alessandra Iyer (2000), Music in Art
- Shiva Nataraja Iconography, Freer Sackler Gallery, Smithsonian
- Nataraja: India's Cycle of Fire, Stephen Pyne (1994)
- Chidambareswarar Nataraja Temple
- Nataraja Image Archive